# アイランドシティ出入口
アイランドシティ出入口（アイランドシティでいりぐち）は、福岡県福岡市東区みなと香椎にある福岡高速6号アイランドシティ線の出入口である。
料金は名島料金所で支払うため、入口に料金収受施設はない。

## 歴史
- 2021年（令和3年）3月27日 : 香椎浜JCT - アイランドシティ出入口間開通に伴い、供用開始[1]。

## 周辺
- アイランドシティ中央公園

## 隣
福岡高速6号アイランドシティ線
香椎浜JCT -（601）アイランドシティ出入口